# Incytator

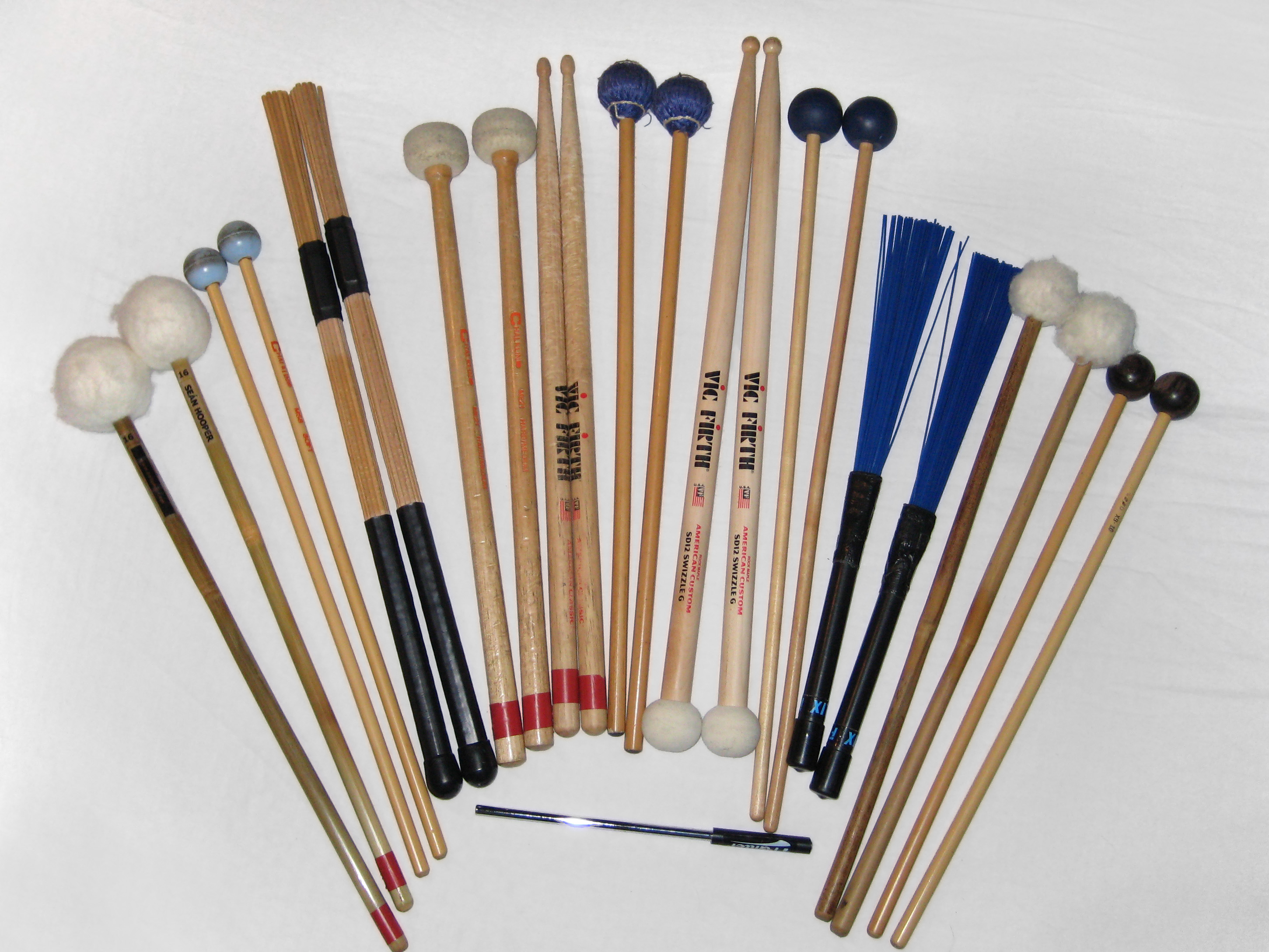
Pałki perkusyjne jako przykład incytatora

Incytator – w instrumencie muzycznym siła pobudzająca wibrator do drgań. Może być nią specjalny przyrząd, ruch powietrza lub część ciała człowieka, np. smyczek skrzypiec, pałki perkusyjne, usta muzyka.
Instrumenty dzielą się na podgrupy ze względu na rodzaj incytatora.